# Arsenicum album
Ten artykuł opisuje teorie, metody lub czynności niezgodne ze współczesną wiedzą medyczną.
Arsenicum album lub krótko Arsenicum – nazwa dla arszeniku   As2O3 stosowanego w homeopatii jako lek. Jest jednym z najlepiej poznanych preparatów homeopatycznych. W przypadku czystego, metalicznego arsenu, który nie został jeszcze dokładnie opisany, stosuje się dla odróżnienia nazwę Arsenicum metallicum.  
Arsenicum album należy do preparatów homeopatycznych pochodzenia mineralnego. Minerał trójtlenku arsenu został odkryty już w czasach średniowiecznych. Jego nazwa pochodzi z języka greckiego od wyrazu arsenicos, czyli męski. Nie wiadomo dokładnie, dlaczego alchemicy przypisali mu takie określenie. W celach leczniczych był stosowany od wieków, chociaż większości kojarzy się z trucizną (trutką na szczury). 
Efekty działania Arsenicum album opisał dokładnie Hahnemann, jeszcze przed odkryciem homeopatii, korzystając z literatury dostępnej w owych czasach, także w języku arabskim i hebrajskim.

## Zastosowanie
Homeopatycznie spotęgowane Arsenicum album stosuje się w leczeniu konstytucyjnym oraz jako lek dostępny bez recepty w przypadku wodnistej biegunki, połączonej z bólem brzucha oraz uczuciem pragnienia i zmęczenia, wywołanej spożyciem nieznajomego lub niewłaściwego pokarmu. Arsenicum album wchodzi w skład homeopatycznej apteczki podróżnej. Opisano rzadkie przypadki zatrucia arsenem w Indiach, w wyniku przyjęcia źle przygotowanych preparatów homeopatycznych zawierających związki arsenu.

## Badania naukowe
W przypadku roztworów rozcieńczonych w stosunku 1 do 1024 (12C) i bardziej, mało prawdopodobne, aby cząsteczka związku arsenu znalazła się w tabletce. Badano zastosowanie Arsenicum album w leczeniu zatrucia arszenikiem, ale nie jest znany mechanizm, w jaki sposób ten preparat homeopatyczny miałoby usuwać arsen z organizmu i nie ma wystarczających dowodów naukowych na jego skuteczność w leczeniu jakichkolwiek stanów.